# Santa Casa da Misericórdia (Macau)

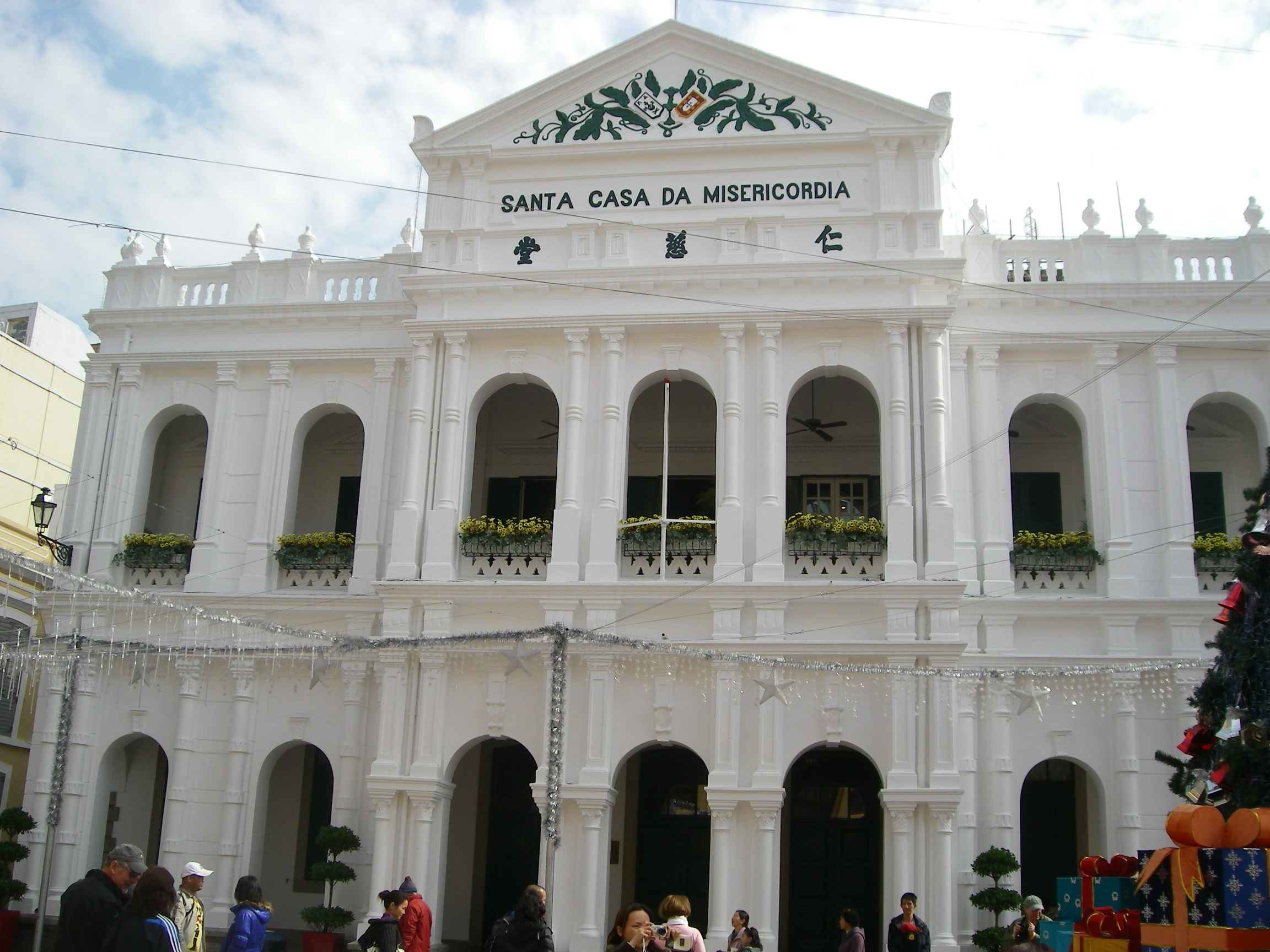
Fachada da Santa Casa da Misericórdia

A Santa Casa da Misericórdia de Macau MHM (chinês tradicional: 仁慈堂大樓), é um edifício histórico na Largo do Senado, Macau, China. Estabelecido como um ramo da Santa Casa da Misericórdia, foi construído em 1569 por ordem do Bispo de Macau, Belchior Carneiro Leitão.
Foi uma clínica médica e com várias outras estruturas sociais no início da história de Macau. Mais tarde serviu como um orfanato e refúgio para as viúvas de marinheiros perdidos no mar. A 30 de julho de 1969 a Santa Casa da Misericórdia de Macau foi distinguida como Membro-Honorário da Ordem do Mérito de Portugal, foi igualmente distinguida a 7 de dezembro de 1999 a Irmandade da Santa Casa da Misericórdia de Macau, com o mesmo grau da mesma ordem honorífica.
É parte do Patrimônio Mundial da Humanidade da UNESCO do Centro Histórico de Macau.